# Eman Lam
Eman Lam (en chino: 林二汶; 25 de octubre de 1982) es una cantante cantopop, compositora y músico hongkonesa. Junto a Ellen Joyce Loo, forman el dúo At17.

## Carrera
Eman Lam es la hermana menor del cantautor y músico Chet Lam. Ella comenzó a dedicarse a la música a una temprana edad. Interpretó temas musicales para algunos demos de canciones, escritas y compuestas por su hermano Chet Lam, lo cual llamó la atención inicial del director de una compañía de producción musical llamada "People Mountain People Sea's", el cantautor Anthony Wong Yiu Ming.
En el 2000, conoció a Ellen Joyce Lam Loo en un concurso de canto en Hong Kong. Después de la competición, juntas se presentaron en sus actuaciones en los centros universitarios y otros centros de enseñanza superior. El equipo volvió a llamar la atención y ambas decidieron firmar un contrato bajo su compañía de producción musical, llamada  AT17, nombre artístico del dúo.
Con Ellen Joyce Loo, ambas han escrito temas musicales para incursionar en el género Cantopop, aunque las canciones de Eman Lam demostró una inclinación hacia otros estilos musicales como el folk, jazz y blues.
Eman y su hermano Chet, establecieron una institución de caridad llamada "Lam 12 Charity Fun", que fue fundada en el 2012.